# Reddyanus assamensis
Espèce
Synonymes
- Isometrus assamensis Oates, 1888
- Isometrus tibetanus Lourenço & Zhu, 2008

Reddyanus assamensis est une espèce de scorpions de la famille des Buthidae.

## Distribution
Cette espèce se rencontre en Inde en Assam, au Bengale-Occidental, en Uttarakhand, en Uttar Pradesh et au Madhya Pradesh, au Bangladesh, au Népal et en Chine au Tibet,.

## Systématique et taxinomie
Cette espèce a été décrite sous le protonyme Isometrus assamensis par Oates en 1888. Elle est placée dans le genre Reddyanus par Kovařík, Lowe, Ranawana, Hoferek, Jayarathne, Plíšková et Šťáhlavský en 2016.
Isometrus tibetanus a été placée en synonymie par Tang en 2025.

## Étymologie
Son nom d'espèce, composé de assam et du suffixe latin -ensis, « qui vit dans, qui habite », lui a été donné en référence au lieu de sa découverte, l'Assam.

## Publication originale
- Oates, 1888 : « On the Indian and Burmese Scorpions of the genus Isometrus, with descriptions of three new species. » Journal of the Bombay Natural History Society, vol. 3, p. 244–249 (texte intégral).